# Стенбок, Магнус
Магнус Стенбок, устар. Штейнбок (швед. Magnus Stenbock; 12 мая 1665, Стокгольм — 23 февраля 1717) — шведский фельдмаршал, один из наиболее талантливых полководцев Карла XII.

## Биография

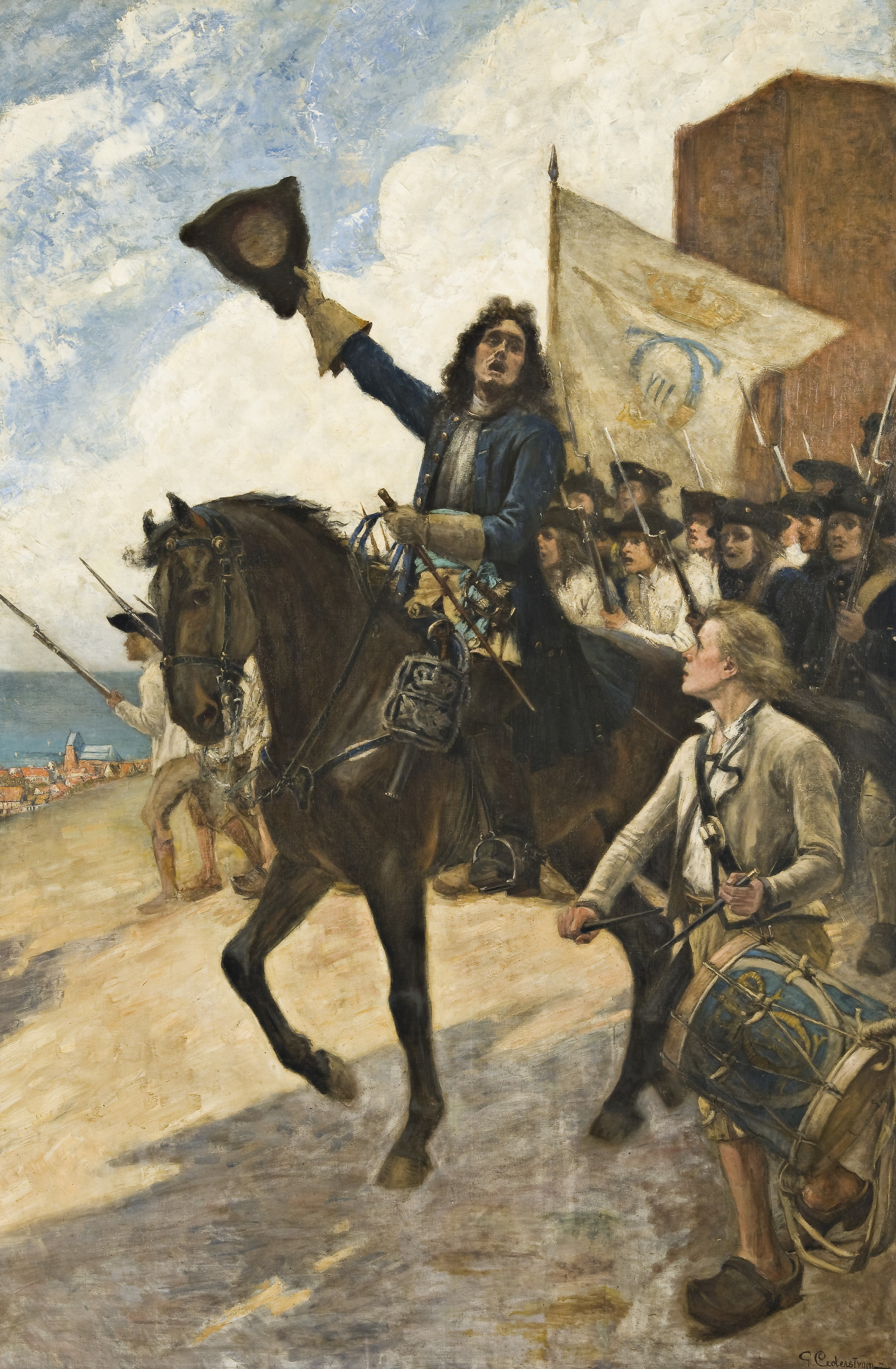
Густав Улоф Седерстрём. «Магнус Стенбок в Хельсингборге», 1923 г.

Родился 12 мая 1665 года в Стокгольме. Его отцом был риксадмирал Густав Отто Стенбок, матерью — графиня Кристина Катарина Делагарди. В 1678 году он поступил в Уппсальский университет, а 1683 году отправился за границу, чтобы начать там военную карьеру.

### Семья
В 1690 году женился на своей двоюродной сестре Еве Магдалене Оксеншерне (1671-1722), дочери президента Канцелярии Бенгта Оксеншерна и его жены Магдалены Стенбок.

Ева Магдалена Оксеншерна

В браке родилось одиннадцать детей, из которых пятеро сыновей и две дочери достигли совершеннолетия:
- Ёста Отто Стенбок (1691−1693)
- Ульрика Магдалена Стенбок (1692−1715) -  вышла замуж за адмирала Карла Вахтмайстера (1689-1736)
- Бенгт Людвиг Стенбок (1694−1737) - сделал военную карьеру, унаследовал и переехал в поместье Кольк в Эстонии , где он стал окружным советником. После его смерти поместье перешло к Фредрику Магнусу, который также владел замком Вапнё, но по финансовым причинам продал замок в 1741 году Георгу Богиславу Стаэлю Гольштинскому[англ.].
- Фредрик Магнус Стенбок (1696−1745) - сделал военную карьеру
- Юхан Габриэль Стенбок (1698–1699)
- Карл Фредрик Стенбок (1700 г.)
- Карл Магнуссон Стенбок (1701−1746) - сделал военную карьеру
- Эрик Магнуссон Стенбок (1706)
- Юхан Магнуссон Стенбок (1709−1754)
- Ева Шарлотта Стенбок (1710−1785) - вышла замуж за губернатора лена Кристианстад Кристиана Барнекова.
- Густав Леонард Стенбок[швед.] (1711−1758)

Современные потомки Магнуса Стенбока происходят от сыновей Фредрика Магнуса и Густава Леонарда.

## На иностранной службе
До 1687 года Стенбок в качестве фенрика состоял на голландской службе, затем перешёл на шведскую и был произведён в капитаны полка Веллингка, расквартированного в Штаде. Год спустя он становится майором в полку Нильса Бельке. Военную школу прошёл в 1689-97 годах, участвуя в войне за Пфальцское наследство. В ходе войны дослужился до чина полковника, проявив себя с самой лучшей стороны.

## Участие в Северной войне
С началом Северной войны он в качестве полковника Далекарлийского полка участвовал в высадке на Зеландии (1700), в битве при Нарве (1700), переходе Двины (1701), а также в битвах при Клишове (1702) и Пултуске (1703). С 1702 по 1709 год был генеральным директором кригскомиссариата. В 1706 году произведён в генералы от инфантерии и назначен генерал-губернатором Сконе.

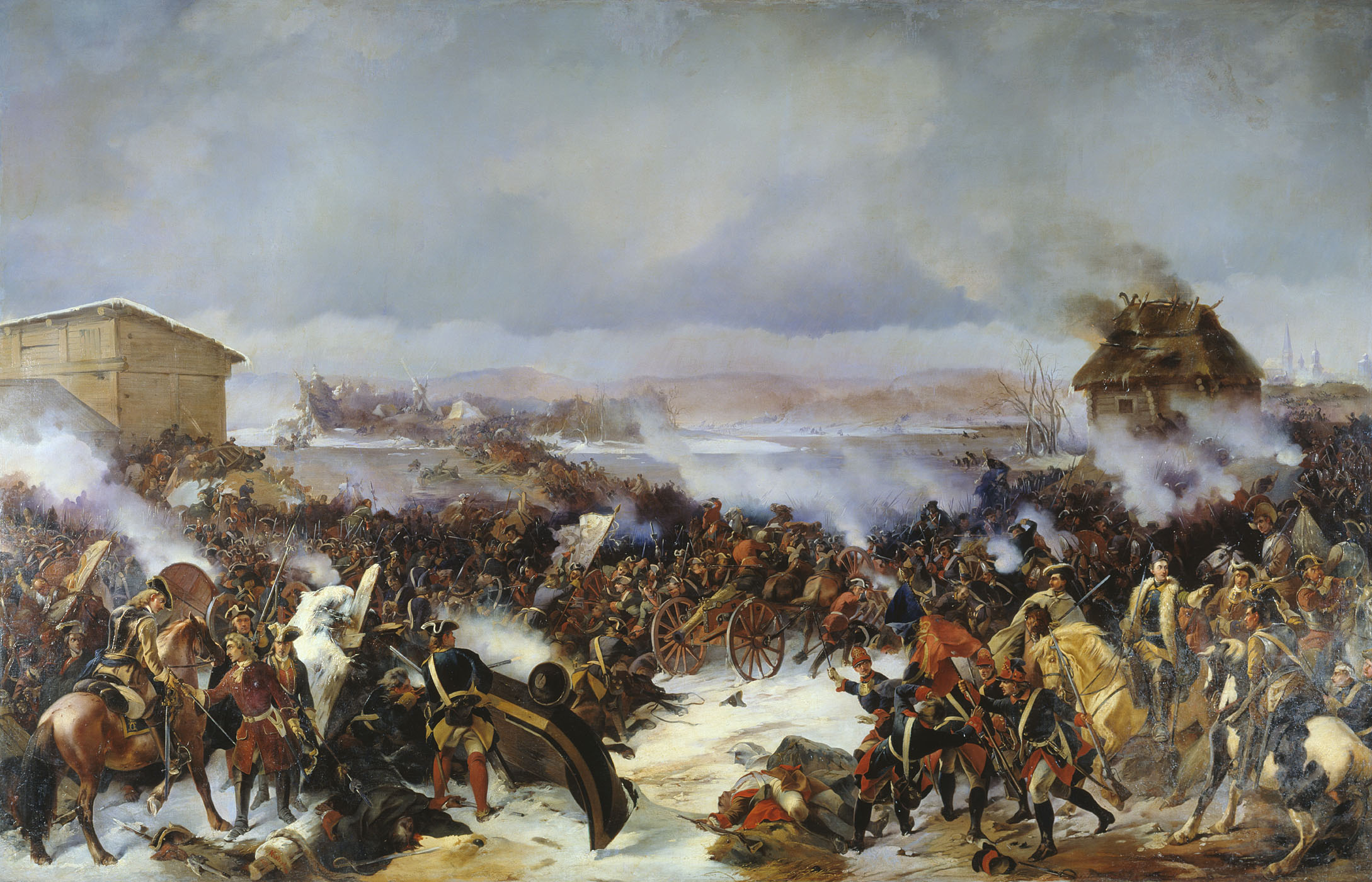
Магнус Стенбок (на коне снизу слева) забирает шпагу герцога де Круа, командовавшего русской армией в битве при Нарве.

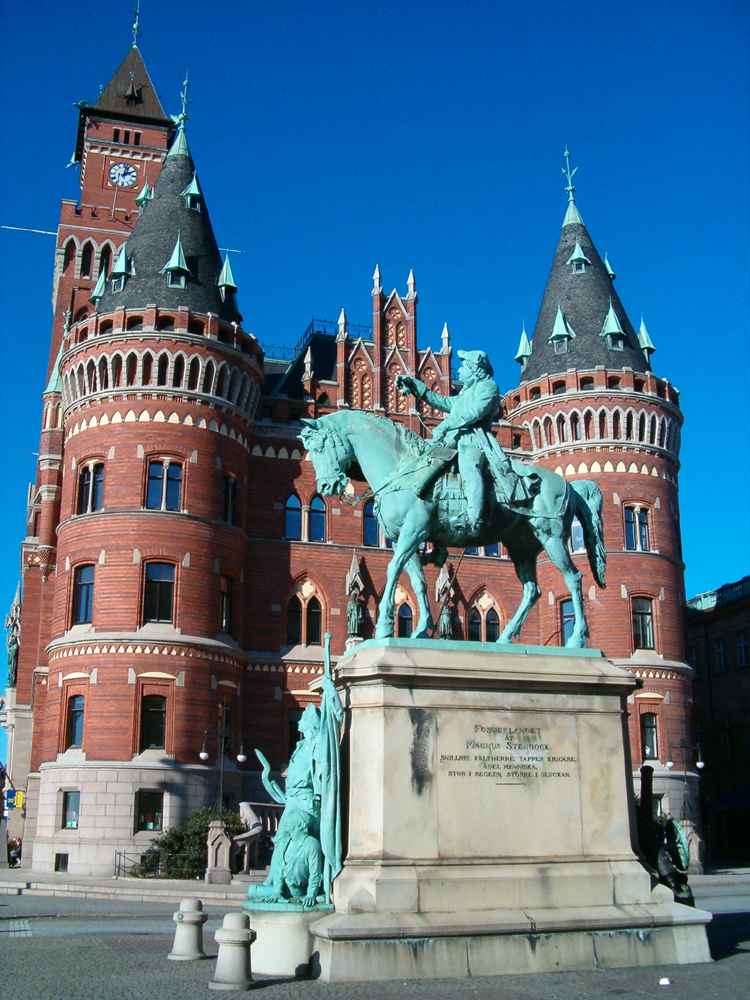
Памятник фельдмаршалу Стенбоку в Хельсингборге.

Получив известия, что Дания начала военные приготовления, Стенбок организовал оборону вверенной ему провинции, проявив при этом выдающиеся организаторские способности. В отсутствие денежных средств ему удалось собрать войска, необходимые для защиты Сконе. Со своими необученными и плохо одетыми новобранцами он 28 февраля 1710 года дал датчанам сражение при Хельсингборге. Его 6 тысяч всадников и 8 тысяч солдат пехоты атаковали 14-тысячную датскую армию под командованием генерала Й. Ранцау и, нанеся ей полное поражение, заставили ретироваться.
За изгнание противника из Сконе назначен королевским советником и генерал-губернатором Сконе, Халланда и Блекинге. Годом позже, когда Карл XII приказал отправить новую армию в Померанию, Стенбок, несмотря на возражения остальных членов совета, сумел набрать её и вооружить. В 1712 году во главе неё он высадился на Рюгене, однако при транспортировке войск шведские корабли были атакованы датским флотом и потеряли тридцать судов.
Несмотря на это, ему удалось захватить Росток и 9 (20) декабря 1712 года одержать блистательную победу над датчанами и саксонцами у Гадебуша; за эту победу Стенбок был произведён в фельдмаршалы. Затем он вторгся в Голштинию и в конце года сжёг Альтону.
Несмотря на все старания сохранить шведские владения в Германии, Стенбоку это не удалось. В мае 1713 года при капитуляции Тённинга он вместе со всем войском попал в плен к датчанам.

## Плен и смерть
Находясь в плену, Стенбок пользовался относительной свободой, нередко появляясь при дворе. Однако нарушение королём Фредериком условий капитуляции и отказ обменять его вызвали в Стенбоке возмущение, которое он изливал в письмах к своим друзьям. Одновременно он составил план побега, который, однако, был раскрыт. Его подвергли аресту и посадили в каземат крепости, в котором сырой пол был прикрыт лишь тонким настилом из досок. Тяжёлые условия содержания привели к тому, что здоровье Стенбока было подорвано, и 23 февраля 1717 года он умер.
После заключения в 1720 году мира с Данией его останки были перевезены в Халланд и погребены в церкви Вапнё, а позднее, в 1722 году, перезахоронены в Упсальском соборе.

## Посмертные издания
В 1913—1914 годах в Швеции была издана переписка Магнуса Стенбока с его женой Евой Магдаленой Оксеншерной (Magnus Stenbock och Eva Oxenstierna. En brefväxling. — Stockholm, 1913—1914.).